# Лукарелли, Кристиано
Кристиа́но Лукаре́лли (итал. Cristiano Lucarelli; род. 4 октября 1975, Ливорно, Тоскана) — итальянский футболист, нападающий, тренер. Лучший бомбардир Серии А сезона 2004/05 в составе «Ливорно». В сборной Италии дебютировал в июне 2005 года в матче со сборной Сербии и Черногории, всего сыграл 6 матчей, забил 3 гола.
Младший брат Кристиано, Алессандро Лукарелли, играл на позиции центрального защитника. В сезоне 2004/05 братья вместе выступали за «Ливорно».
В 2007 году играл за донецкий «Шахтёр». В составе «Шахтёра» Кристиано Лукарелли провёл полгода, сыграв за это время в 12 матчей в чемпионате Украины (4 гола) и осуществив свою мечту — игру в Лиге чемпионов (9 матчей / 4 гола).
21 августа 2010 года президент «Наполи» Аурелио Де Лаурентис объявил о переходе игрока в стан неаполитанцев. 23 августа Кристиано был официально представлен в качестве игрока «Наполи». 29 августа Кристиано дебютировал в составе «адзурри» в игре с «Фиорентиной», завершившейся вничью 1:1. 16 сентября в игре Лиги Европы с голландским клубом «Утрехт» Лукарелли получил повреждение крестообразных связок колена и выбыл из строя до конца года.
В августе 2012 года завершил карьеру игрока и занял пост в тренерском штабе молодёжной академии «Пармы».

## Игровая карьера

### Клубная карьера
Кристиано Лукарелли играл в 8 командах (в том числе краткий период в Испании с «Валенсией») до подписания контракта с клубом родного города — «Ливорно» в 2003 году. Во время игры за предыдущий клуб «Торино» в предыдущем сезоне, он принял участие в матче, в котором «Ливорно» одержало победу и заработало продвижение в Серию B, и он был среди толпы поклонников, которые ринулись на поле и отправились праздновать это повышение. Он внес большой вклад в выход «Ливорно» в Серию А в сезоне 2003/04, забив 29 голов в 38 матчах и мгновенно завоевав место в сердцах поклонников «амаранто». Он выиграл награду «Золотая бутса» серии А как лучший бомбардир чемпионата в следующем сезоне, с 24 голами в 35 матчах, а «Ливорно» занял восьмое место.

## Карьера в кино
В 2008 году Кристиано сыграл небольшую роль в фильме Федерико Моччиа «Прости за любовь». Через два года Лукарелли снялся в продолжении этой картины под названием «Прости, хочу на тебе жениться».

## Достижения
Командные
- Победитель Средиземноморских игр: 1997
- Обладатель Кубка Интертото: 1998
- Обладатель Кубка Испании: 1999
- Обладатель Кубка Италии: 2012
- Чемпион Серии C: 2020/21
- Обладатель Суперкубка Серии C: 2021

Личные
- Лучший бомбардир чемпионата Италии: 2005 (24 гола)